# Puls-Pausen-Modulation
Das umgangssprachlich Puls-Pausen-Modulation genannte Verfahren ist ein Kodierungsverfahren für analoge Werte bei Modellbaufunkfernsteuerungen. Die Abkürzung PPM und die englische Bezeichnung Puls-position modulation wird ebenfalls für die Pulsphasenmodulation gebraucht. Dies führt zu Verwechselungen, da die Unterschiede zwischen beiden Verfahren nicht immer deutlich herausgestellt werden.
Puls-Pausen-Modulation ist ein Basisbandmodulationsverfahren zur Datenübertragung. Die zu übertragene analoge Größe wird als Pausendauer zwischen aufeinander folgenden Impulsen kodiert. Die Impulse sind von gleicher Höhe und Dauer. Der wesentliche Unterschied zur Pulsphasenmodulation ist, dass nicht ein Referenztakt vom Empfänger geschätzt oder auf einem gesonderten Kanal übertragen werden muss, denn der jeweils vorhergehende Impuls liefert den zeitlichen Bezug. Die Puls-Pausen-Modulation kann als differentielle Puls-Phasen-Modulation aufgefasst werden.

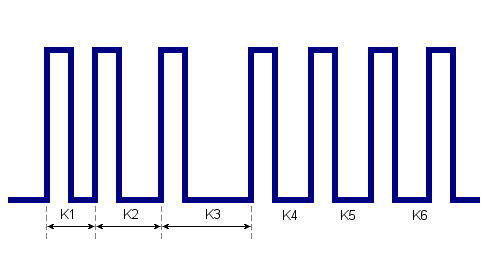
PPM bei der Übertragung von 6 Stellpositionen

PPM bei der Veränderung von zwei Stellpositionen

Primäre Verwendung fand die PPM in Modellbaufunkfernsteuerungen zur Übertragung der Sollposition von Servos von der Funkfernsteuerung zum Modell. Für N Kanäle wurden N+1 Impulse gesendet. Eine längere Pause trennt aufeinander folgende Samples. In nebenstehender Abbildung befindet sich die Auslenkung der Servomotoren von Kanal 2, 4, 5 und 6 in Mittelstellung. Der Servo auf Kanal 1 weist eine kürzere Stellung auf, der Servo von Kanal 3 eine längere Stellung.
Im RC-Modellbau werden meist acht Werte/Stellungen/Größen pro Sequenz per Funk übertragen. Die acht Pausen befinden sich zwischen 9 Impulsen von 0,5 ms Dauer und üblicherweise einem (TTL) Pegel von 5 V. Jede Pause ist 0,5 bis 1,5 ms lang. Das Basisbandsignal wird per binärem Shift-Keying auf einen Träger aufmoduliert.
Im Modell befindet sich ein auf dessen Frequenz eingestellter Empfänger, der nach einer >1,5 ms Pause auf den ersten Impuls wartet, um bei jeder steigenden Impulsflanke der Sequenz den Servokanal zu wechseln und dem Servo einen Impuls in der Länge der Zeit zwischen den steigenden Impulsflanken zu senden.